# Yuhina bakeri
Khướu mào gáy trắng (danh pháp hai phần: Yuhina bakeri) là một loài chim trong họ Zosteropidae.
Khướu mào gáy trắng phân bố ở Himalayas đến bắc Myanmar. Môi trường sống tự nhiên của chúng là rừng ôn đới và rừng nhiệt đới ẩm vùng nhiệt đới hoặc cận nhiệt đới.